# یان لانگیو
یان لانگیو (انگلیسی: Yan Langyu؛ زادهٔ ۳۱ اوت ۱۹۹۹)  ژیمناست ترامپولین اهل چین است.
وی در مسابقات کشوری و بین‌المللی در مجموع برندهٔ ۱ مدال برنز شده است.